# ユーメイド
株式会社ユーメイド (英語: Umade Corporation) は、東京都港区に本社を置く出版社。
サッカー専門雑誌『F.C.TOKYO MAGAZINE BR TOKYO』を発行するほか、ファッション関係のムックを不定期に発行。西原理恵子の自伝エッセイ『この世でいちばん大事な「カネ」の話（新装版）』や絵本「西原理恵子の絵本」シリーズなどを刊行した。